# Ahmed Madan
Ahmed Madan, nascido em 25 de agosto de 2000, é um ciclista de  Bahrein, membro da equipa Bahrain Victorious.

## Biografia
Em 2021, Ahmed Madan apanha a formação Bahrain Victorious, resultando assim o primeiro corredor do Bahrein a apanhar uma equipa WorldTour.. Lanca a sua temporada no mês de maio na Volta da Hungria